# Inna Kočubej
Inna Ihorivna Kočubej (in ucraino Інна Ігорівна Кочубей?; Kiev, 5 aprile 1982) è un'ex cestista e allenatrice di pallacanestro ucraina.

## Carriera
Con l'Ucraina ha disputato due edizioni dei Campionati europei (2009, 2013).